# Faro de la Isla Eclipse
El Faro de la Isla Eclipse (en inglés: Eclipse Island Lighthouse) fue construido en 1926 en la isla Eclipse frente a la costa sur del estado de Australia Occidental, en Australia.
Fue construido como una torre cilíndrica de hormigón. Inicialmente se trataba de una estación tripulada que usaba queroseno como combustible de la linterna en combinación con una lente Fresnel de primer orden. En 1976, la linterna fue eliminada por completo, aunque fue puesta en exhibición en el Museo de Australia Occidental. Hoy emite luz desde lo alto de un mástil en el tronco de hormigón del faro. El elemento principal distintivo es un grupo de tres destellos cada doce segundos desde un plano focal de 117 metros (384 pies) sobre el nivel del mar.